# Ostafrikanische Hochlandbiene
Die Ostafrikanische Hochlandbiene, Apis mellifera scutellata, ist eine Unterart der Westlichen Honigbiene Apis mellifera. Ihr Verbreitungsgebiet ist die afrikanische Dornbusch- und Grassavanne Kenias, Tansanias und Südafrikas mit Höhen von 500 bis über 2000 Meter.

## Taxonomie
Die Art Apis mellifera gliedert sich in vier Rassenkreise, die morphologisch und genetisch (anhand der mitochondrialen DNA-Sequenzen) unterscheidbar sind und die jeweils ein voneinander getrenntes Verbreitungsgebiet aufweisen: Die westeuropäischen, osteuropäischen und afrikanischen Bienen und die Bienen des Nahen Ostens. Vor dem Eingreifen des Menschen nimmt man an, dass diese voneinander getrennt waren und vikariierende Verbreitungsmuster aufwiesen. Die Bienen des tropischen Afrikas wurden überwiegend einer weitgefassten Rasse zugeordnet, die Apis mellifera adansonii genannt wurde. Diese unterscheiden sich von den nördlichen Rassen durch geringere Körpergröße, stärker gelborange getönte Färbung und eine Reihe von Verhaltensmerkmalen.
Spätere Analysen zeigten, dass die afrikanischen Bienen dieser großen Region untereinander stärkere Unterschiede aufweisen, die als Rassen oder Unterarten gegeneinander differenziert werden können. Die Zuordnung zu diesen Unterarten ist allerdings komplex und nicht anhand der Ausprägung einzelner Merkmale möglich, vielmehr müssen zahlreiche Merkmale morphometrisch miteinander verrechnet werden, da die Ausprägung z. B. allometrisch von der Körpergröße des Individuums abhängt. Für die afrikanischen Bienen wird heute die Kombination folgender Faktoren verwendet: Länge der Deckhaare auf den Tergiten, Rüssellänge (Proboscis), Breite der Wachsplatten am dritten Stermit, Färbung des Scutellum, Färbung der Scutellarplatte, Färbung des zweiten Tergits sowie vier Winkel von Zellen des Flügels. Als Ergebnis können die Bienen des ostafrikanischen Hochlands als eigene Form Apis mellifera scutellata gefasst werden. Ihr Verbreitungsgebiet grenzt im Westen an das von adansonii (im heutigen Sinne), in der Tiefebene des Küstenlands von litorea und im Süden von Südafrika an jenes von capensis. Die Populationen der höheren Gebirge werden von einer anderen, nicht benannten Form gebildet (die nicht mit der Unterart monticola der zentralafrikanischen Berge übereinstimmt).

## "Afrikanisierte" Honigbiene Amerikas
Eine besondere Bekanntheit erreichte die A.m. scutellata nicht durch ihr afrikanisches Verbreitungsgebiet, sondern nach ihrer Ausbreitung in Süd- und Mittelamerika. Durch den Bienenforscher Warwick Kerr wurde sie für Zuchtversuche in Brasilien in den 1950er Jahren eingeführt und hat sich inzwischen in den wärmeren Regionen des amerikanischen Kontinents weitgehend unkontrolliert als sogenannte Afrikanisierte Honigbiene ausgebreitet. Als diese Form begann, sich auch nach Nordamerika auszubreiten, wurde die dort öffentlich stark beachtet und durch tendenziöse Berichterstattung über sogenannte "Killerbienen" rasch berüchtigt. Die "afrikanisierte" Honigbiene Amerikas trägt, genetischen Untersuchungen zufolge, zu etwa achtzig Prozent Erbmaterial der Unterart scutellata. Ein geringer, aber konstanter Anteil von 20 (bis 30) Prozent entstammt europäischen (v. a. westeuropäischen) Bienenrassen. Die Form ist bei Kreuzungen gegenüber den europäischen Rassen dominant und verdrängt diese aus für sie klimatisch geeigneten Bereichen (Amerika besitzt keine eigene Honigbienen-Art).

## Ökologie und Verhalten
Gegenüber den europäischen Bienenrassen weisen die afrikanischen Honigbienen eine Reihe von Besonderheiten auf, die sich aus den Anforderungen ihres Lebensraums ergeben. Durch die höhere Prädatoren- (Räuber-) Dichte sind sie aggressiver gegenüber Annäherungen an das Nest, die sie als Bedrohung wahrnehmen. Außerdem sind sie mobiler: Zusätzlich zum Schwärmen bei der Produktion der Jungköniginnen verlagern sie auch zu anderen Zeiten häufig den Neststandort. Solche Migrationsschwärme treten z. B. auf bei Nahrungsmangel, ungünstigen mikroklimatischen Bedingungen am Niststandort, Störungen durch Prädatoren. Kleinere Schwärme können unterwegs zu großen Schwärmen aggregieren, die überzähligen Königinnen werden eliminiert.

## Nutzung und Imkerei
Apis mellifera scutellata wird seit langer Zeit von der indigenen Bevölkerung ihrer Heimatgebiete zur Imkerei genutzt. Aufgrund der Verhaltensunterschiede hat sich dabei allerdings eine andere Tradition der Nutzung herausgebildet. Die Bienen werden nicht gezüchtet, sondern wilde Schwärme eingefangen und genutzt. Dazu werden Kunstnester aus Baumrinde oder ausgehöhlten Stämmen gebaut und mit langen Stangen in Baumkronen ausgebracht. Ihr Bezug erfolgt durch migrierende Bienen auf der Suche nach einem günstigen neuen Standort. Durch die Höhe wird die Zerstörung des Nests durch viele Prädatoren verhindert und die Gefahr einer Begegnung mit den aggressiven Tieren vermindert. Trotz der sehr extensiven Haltung ist der Honigertrag sehr hoch.
Zusammengefasst sind die wesentlichen Unterschiede gegenüber den europäischen Bienenrassen:
- Aggressiveres Verhalten bei Störungen. Schon bei Störungen in einer gewissen Entfernung vom Bienenstock attackieren die Bienen vermeintliche Angreifer und verfolgen sie manchmal über Strecken von teilweise mehr als einem Kilometer.
- Bei etwa dreimal größerer Stechbereitschaft verabreicht sie zehnmal so viele Stiche bei etwa 30 % geringerer Giftstärke.
- Weniger Bienen pro Bienenvolk, da kein langer Winter zu überstehen ist.
- Sehr hohe Neigung zum Schwärmen, fünf bis acht Schwärme pro Jahr sind nicht ungewöhnlich.
- Die Neigung, relativ schnell das gesamte Nest aufzugeben und sich an einem anderen Ort niederzulassen.
- Eine tägliche Legerate von bis zu 4000 Eiern und dadurch eine sehr schnelle Volksentwicklung.
- Eine Entwicklungszeit von 18 statt 21 Tagen vom Ei bis zur Arbeiterin, wodurch es zu einer Resistenz gegen die Varroamilbe kommt.
- Resistenz gegen Europäische Faulbrut.
- Höhere Honigleistung.

Siehe auch: Rassen der Westlichen Honigbiene